# Troy Podmilsak
Troy Podmilsak (Park City, 23 agosto 2004) è uno sciatore freestyle statunitense, specializzato in slopestyle e big air.

## Biografia
Originario di Park City e attivo a livello internazionale dal gennaio 2019, Troy Podmilsak ha debuttato in Coppa del Mondo il 3 novembre dello stesso anno, giungendo 40º nel big air di Modena. Il 21 ottobre 2022 ha ottenuto il suo primo podio nel massimo circuito, classificandosi 3º nella medesima disciplina a Coira, nella gara vinta dal norvegese Birk Ruud.
In carriera non ha mai debuttato né ai Giochi olimpici invernali né Campionati mondiali di freestyle.

## Palmarès

### Mondiali
- 1 medaglia:
  - 1 oro (big air a Bakuriani 2023)

### Winter X Games
- 1 medaglia:
  - 1 oro (big air ad Aspen 2024)

### Mondiali juniores
- 2 medaglie:
  - 2 ori (slopestyle, big air a Leysin 2022)

### Coppa del Mondo
- Miglior piazzamento in classifica generale: 14º nel 2023
- 1 podio:
  - 1 terzo posto